# Wippendorf (Weihenzell)
Wippendorf (fränkisch: „Wigndorf“) ist ein Gemeindeteil der Gemeinde Weihenzell im Landkreis Ansbach (Mittelfranken, Bayern). Wippendorf liegt in der Gemarkung Gebersdorf.

## Geografie
Unmittelbar südlich des Dorfs entspringt der Gründleinsbach, ein rechter Zufluss der Rippach. Im Nordwesten grenzt das Waldgebiet Winterschlag an, im Süden liegt das Fuchsholz. Gemeindeverbindungsstraßen führen nach Gebersdorf (1,1 km östlich), nach Wengenstadt (2 km südwestlich) und nach Weihenzell zur Kreisstraße AN 10 (2,2 km nördlich).

## Geschichte
Der Ort wurde 1168 unter diesem Namen erstmals urkundlich erwähnt. Das Bestimmungswort des Ortsnamens ist der Personenname Wippo. Eine Person dieses Namens ist als Gründer der Siedlung anzunehmen. Merkwürdigerweise wurde der Name im 15. Jahrhundert und auch noch 1807 in einem amtlichen Bericht des für den Ort zuständigen Pfarrers „Wickendorf“ gesprochen und geschrieben.
Gegen Ende des 18. Jahrhunderts gab es in Wippendorf 6 Anwesen (4 Höfe, 2 Güter). Das Hochgericht übte das brandenburg-ansbachische Hofkastenamt Ansbach aus. Die Dorf- und Gemeindeherrschaft hatte das Stiftsamt Ansbach. Alle Anwesen hatten das Stiftsamt Ansbach als Grundherrn. Neben den Anwesen gab es noch kommunale Gebäude (Hirtenhaus, Brechhaus). Es gab zu dieser Zeit sieben Untertansfamilien. Von 1797 bis 1808 unterstand der Ort dem Justiz- und Kammeramt Ansbach.
Im Rahmen des Gemeindeedikts wurde Wippendorf dem 1808 gebildeten Steuerdistrikt Katterbach und der 1811 gegründeten Ruralgemeinde Katterbach zugeordnet. Mit dem Zweiten Gemeindeedikt (1818) wurde Wippendorf nach Weihenzell umgemeindet. Am 8. April 1830 wurde Wippendorf in die neu gebildete Gemeinde Grüb umgemeindet. Diese wurde am 1. Januar 1974 im Zuge der Gebietsreform in Bayern nach Weihenzell eingemeindet.

## Einwohnerentwicklung
| Jahr      | 001818 | 001840 | 001861 | 001871 | 001885 | 001900 | 001925 | 001950 | 001961 | 001970 | 001987 | 001999 | 002011 | 002017 |
| Einwohner | 46     | 55     | 56     | 59     | 49     | 50     | 44     | 57     | 58     | 56     | 46     | 74     | 74     | 80     |
| Häuser    | 8      | 9      |        |        | 8      | 8      | 7      | 7      | 8      |        | 11     |        |        |        |
| Quelle    | [ 14 ] | [ 15 ] | [ 16 ] | [ 17 ] | [ 18 ] | [ 19 ] | [ 20 ] | [ 21 ] | [ 22 ] | [ 23 ] | [ 24 ] | [ 25 ] |        | [ 1 ]  |

## Religion
Der Ort ist seit der Reformation evangelisch-lutherisch geprägt und bis heute nach St. Jakob (Weihenzell) gepfarrt. Die Einwohner römisch-katholischer Konfession waren zunächst nach St. Ludwig (Ansbach) gepfarrt, seit 1970 ist die Pfarrei Christ König (Ansbach) zuständig.

## Vereine
- Freiwillige Feuerwehr Wippendorf
- Dorfverein